# Basketballschiedsrichter

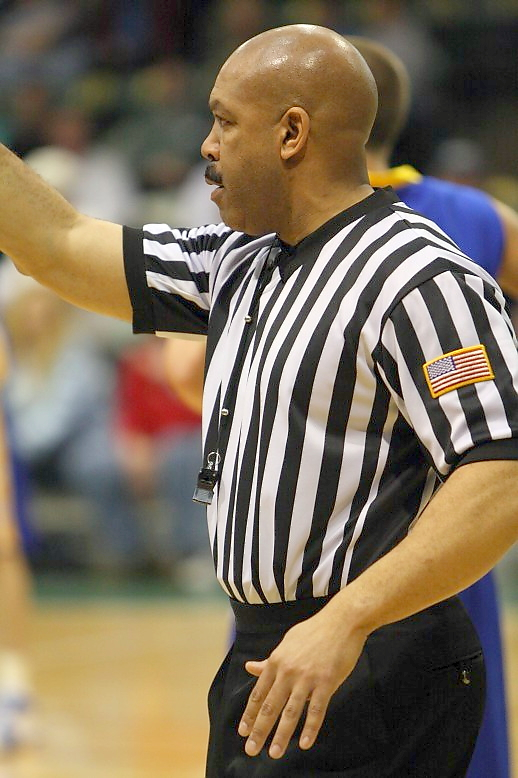
Basketballschiedsrichter Moe Kincaid bei einem Spiel der US-amerikanischen College-Basketball-Liga im Jahr 2008

Ein Basketballschiedsrichter ist eine Person, die beim Basketball die Einhaltung der Regeln und die Ordnung des Spiels überwacht. Während im englischen Sprachraum meist eine Unterscheidung zwischen dem referee als Chef eines Schiedsrichtergespanns und dem (bzw. den) umpire als „untergeordnetem“ Schiedsrichter stattfindet, ist diese Unterscheidung im deutschsprachigen Raum nicht gebräuchlich. Den Schiedsrichtern zur Seite stehen hierbei die Kampfrichter, die vor allem für das Stoppen der Zeit und das Anschreiben des Punktestands zuständig sind. Basketball gilt als eine der schwierigsten Sportarten für Schiedsrichter, da es eine vergleichsweise hohe Spielgeschwindigkeit besitzt und eine Vielzahl (oft sehr fallspezifischer) Regeln angewandt werden muss.
Während ein Schiedsrichterteam in den Amateurligen normalerweise aus zwei Personen besteht, kommen in Profi-Ligen wie der NBA, aber auch bei vielen FIBA-regulierten Spielen, drei Schiedsrichter zum Einsatz. Alle Mitglieder eines Schiedsrichtergespanns sind offiziell gleichberechtigt bei Entscheidungen und unterscheiden sich nur durch ihre jeweilige Positionierung auf dem Spielfeld in ihrem Aufgabenbereich.

## Ausrüstung

### Bekleidung
In US-amerikanischen College-Ligen tragen die Schiedsrichter grundsätzlich schwarz-weiß gestreifte, in die Hose gesteckte, T-Shirts, die seitlich einen dicken, schwarzen Längsstreifen aufweisen (siehe Bild). Dazu werden schwarze, lange Hosen und schwarze Schuhe getragen. In der NBA weicht das schwarz-weiße Shirt einem hellgrauen Oberteil mit schwarzen Ärmeln und schwarzer Schulterpartie. Die Nummer des Schiedsrichters steht dabei auf seinem Rücken und auf der Brust prangt traditionell das Logo der NBA. Bei Spielen der NBA Summer League sind Ärmel und Schultern hingegen blau.
FIBA-Schiedsrichter tragen bei internationalen Wettbewerben meist ein dunkelgraues Oberteil mit seitlich angebrachten, grünen Längsstreifen. Die nationalen Schiedsrichter des DBB sind hingegen durch ihre einfarbigen, grauen T-Shirts zu erkennen, die alternativ auch in Orange oder Schwarz ausgeführt werden. Im Unterschied zu amerikanischen Schiedsrichtern ist beim DBB das Tragen eines Gürtels üblich.

### Hilfsmittel
Wie in vielen anderen Sportarten gehört auch im Basketball eine Pfeife zur Grundausstattung eines Schiedsrichters. Diese wird genutzt um das Spiel im Falle eines Fouls oder einer Regelabweichung (z. B. Zeitübertretungen) zu unterbrechen. Durch eindeutig festgelegte Handzeichen wird dabei die Art der Unregelmäßigkeit angezeigt.
In höheren Ligen wie der NBA oder der EuroLeague wird den Offiziellen außerdem eine „Precision Timing System“ (PTS) genannte Spezial-Uhr zur Verfügung gestellt, um die Spieluhr direkt vom Feld aus anzuhalten oder wieder zu starten, ohne dabei auf die Kampfrichter warten zu müssen.

## Aufgabenbereiche und Positionen

Schematische Darstellung der Schiedsrichter-Positionen: Der „führende Schiedsrichter“ (L für lead official) steht an der Grundlinie. Der „folgende Schiedsrichter“ (T für trail official) befindet sich währenddessen hinter dem angreifenden Team. Der „zentrale Schiedsrichter“ (C für center official), hält sich auf der anderen Spielfeldseite in der Nähe der Freiwurflinie auf.

Die Schiedsrichter haben dafür Sorge zu tragen, dass ein reibungsloser Spielablauf stattfinden kann. Dies umfasst neben der Leitung des Spiels auch den Umgang mit Spielern und Zuschauern. Die Schiedsrichter haben außerdem dafür Sorge zu tragen, dass Spielfeld und Ausrüstung in einem einwandfreien und sicheren Zustand sind. Probleme, die einer sicheren Austragung des Spiels entgegenstehen, sind von den Schiedsrichtern zu beheben. Recht oft übersteigen die Aufgaben der Schiedsrichter dabei die reine Leitung des Spiels, da sie mit unvorhersehbaren Situationen zurechtkommen müssen, die einen Einfluss auf das Spiel haben könnten.

### Zwei Schiedsrichter
Ein Basketballspiel kann entweder von zwei oder von drei Schiedsrichtern geleitet werden. Beim aus zwei Schiedsrichtern bestehenden System belegt jeder Offizielle entweder die „führende“ oder die „folgende“ Position. Während der führende Schiedsrichter sich an der Grundlinie des verteidigenden Teams befindet, positioniert sich der folgende Schiedsrichter etwa auf der Höhe der Freiwurflinie. Sobald auf den jeweils anderen Korb gespielt wird, wird der führende zum folgenden Schiedsrichter und umgekehrt. Jede Position geht dabei mit eigenen Aufgaben und Zuständigkeitsbereichen einher. So ist jeder Schiedsrichter für die auf seiner Seite des Spielfelds liegenden Grundlinien verantwortlich sowie jeweils eine Seitenlinie. Die Schiedsrichter tauschen dabei ihre Spielfeldhälften mehrmals im Verlauf des Spiels (meist wenn ein defensives Foul gepfiffen wird), um zu verhindern, dass die Szenen einer Mannschaft stets von demselben Offiziellen bewertet werden.

### Drei Schiedsrichter
Besteht das Schiedsrichtergespann aus drei Personen, wird die oben beschriebene Positionierung leicht abgewandelt. Wie auf dem Bild sichtbar, steht dabei der „folgende“ Schiedsrichter mittiger ausgerichtet auf dem Feld, in etwa auf der Höhe der Drei-Punkte-Linie. Der führende Schiedsrichter befindet sich weiterhin an der Grundlinie des verteidigenden Teams. Zusätzlich zu diesen beiden Positionen ergibt sich in diesem System noch die Position des zentralen Schiedsrichters. Dieser positioniert sich an der gegenüberliegenden Seitenlinie, in etwa auf Höhe der Freiwurflinie. Bei einem Wechsel des Ballbesitzes tauschen üblicherweise der führende und der folgende Schiedsrichter die Rollen, während der zentrale Spielleiter seine Position behält.

## Schwierigkeiten

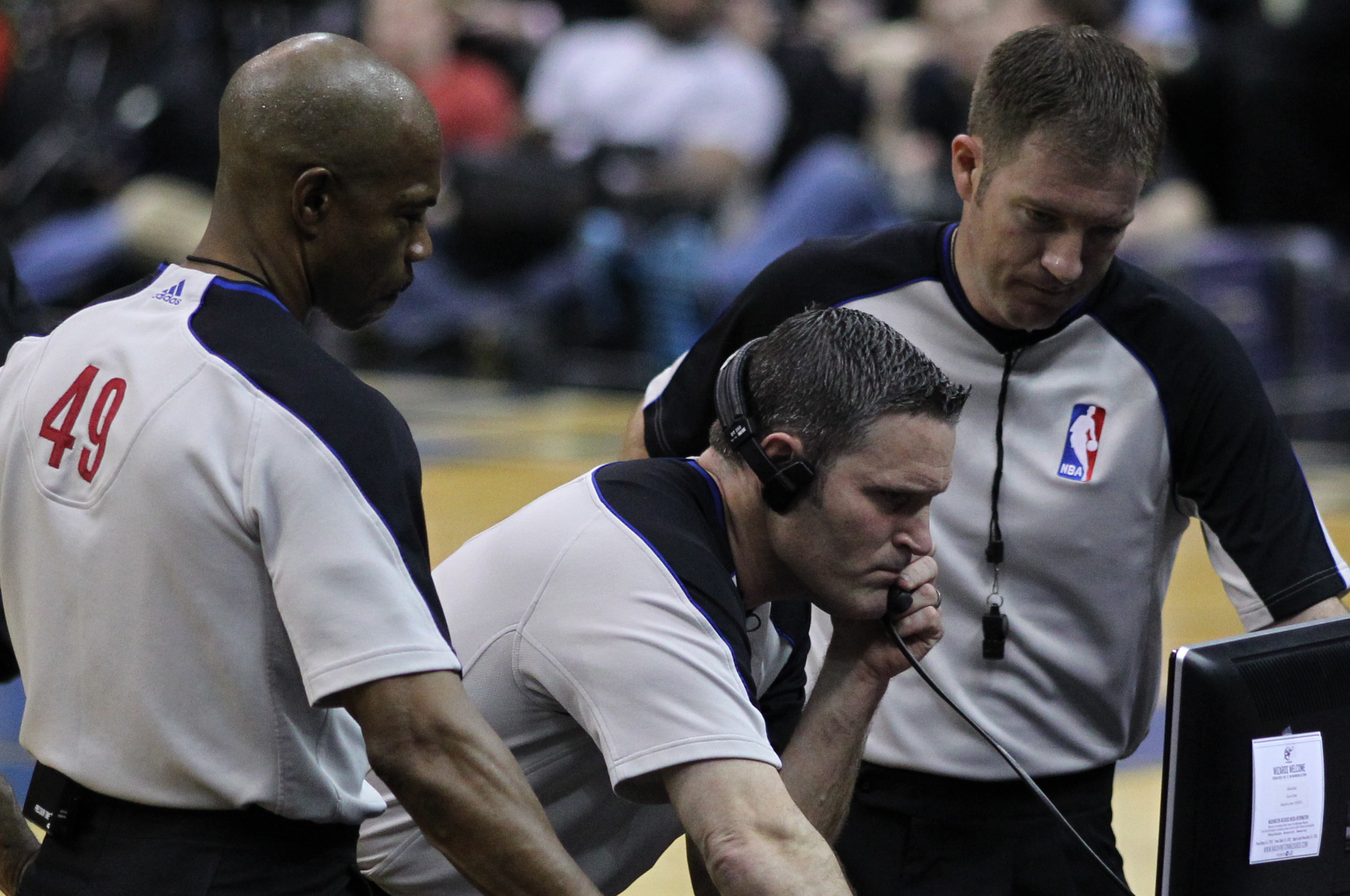
NBA-Schiedsrichter bei der Überprüfung einer Szene per Videobeweis.

Die Spielleitung beim Basketball bringt spezifische Schwierigkeiten mit sich. Um das Spiel flüssig zu halten, müssen die Schiedsrichter meist in wenigen Sekunden die Entscheidung treffen, ob eine Regelübertretung stattgefunden hat oder nicht. Besonders die richtige Unterscheidung zwischen Defensiv- und Offensivfoul ist von großer Bedeutung, da bestimmt werden muss, welcher Spieler den Kontakt verursacht hat. Hierfür können die Unparteiischen auf den Videobeweis zurückgreifen.
Obwohl Basketball oft als „Null-Kontakt-Sport“ wahrgenommen wird, werden von den Offiziellen meist geringe Berührungen oder leichtes „Drücken“ gegen den Gegner nicht geahndet. Ein zentraler Aspekt bei der Spielleitung ist die Regulierung der Härte, mit der die Spieler zugange gehen.
Verkompliziert wird die Tätigkeit des Basketballschiedsrichters außerdem durch die Tatsache, dass (im Gegensatz zu anderen Sportarten wie Fußball oder Baseball) die Zuschauer, Trainer und Bankspieler nur wenige Meter vom Spielgeschehen entfernt sind und die Leistung des Unparteiischen noch einfacher bewerten können.